# Matteo Pelliti
Matteo Pelliti (Sarzana, 1972) è uno scrittore, poeta e saggista italiano.

## Biografia
Nato a Sarzana nel 1972, si trasferisce a Pisa nel 1991 dove consegue la laurea in Filosofia, con una tesi dedicata a Ludwig Wittgenstein, seguendo i corsi tenuti da Aldo Giorgio Gargani. Successivamente, si specializza in Comunicazione Pubblica e Politica presso l'Università di Pisa. Dal 2000 lavora nel settore della comunicazione istituzionale presso la Provincia di Pisa, attività che affianca alla sua produzione letteraria.
La sua opera spazia dalla poesia al racconto con una particolare attenzione alla poesia giocosa e alla ludoliguistica. Fa parte, infatti, dell'OPLEPO (Opificio di Letteratura Potenziale) omologo italiano dell'OULIPO e dirige per l'editore Industria&Letteratura la collana di poesia giocosa Frisbee. L'immaginario legato al mondo della bicicletta e del ciclismo caratterizza la sua poetica, a partire dal libro d'esordio del 2007 Versi ciclabili fino alla fiaba in ottava rima, illustrata da Riccardo Guasco, La bicicletta gialla (Topipittori, 2018). Alcune incursioni significative inoltre, nel teatro, in particolare attraverso una collaborazione decennale con il cantautore Simone Cristicchi nella stesura di diversi monologhi teatrali.

Ha collaborato a numerosi festival letterari e culturali, tra cui Internet Festival e Pisa Book Festival. Ha pubblicato recensioni e interventi critici su diverse riviste letterarie online, tra cui Nazione Indiana e La Balena Bianca. Nel 2024 ha co-curato, insieme ad Alice Tavoni, la mostra Sergio Ruzzier. Storie vere di gatti, topi, volpi e pulcini presso il Museo della Grafica di Pisa, esposizione delle tavole originali dei più recenti lavori dell'illustratore Sergio Ruzzier
La sua opera poetica è stata oggetto di analisi da parte di critici come Alessandro Fo e Luca Lenzini, che ne hanno evidenziato l’originalità stilistica e la riflessione sul linguaggio quotidiano.  
Anche Vincenzo Pinello ha dedicato attenzione alla sua produzione recente, mettendo in rilievo il legame tra poesia e temi legati alla filosofia del linguaggio.  
Alessandro Fo ha incluso Pelliti anche in un saggio più ampio sulla poesia italiana contemporanea.

## Opere principali
- Versi ciclabili (Orientexpress, Napoli, 2007) – ISBN 978-88-7102-112-8
- Boicottando mongolfiere e ghigliottine (Tapirulan Edizioni, Cremona, 2013) – ISBN 978-88-97316-19-0
- Giocattoli (Felici Editore, Pisa, 2010) – ISBN 978-88-6019-485-2
- Dal corpo abitato (Luca Sossella Editore, 2015) – ISBN 978-88-97356-26-4
- La bicicletta gialla (Topipittori, 2018) – ISBN 978-88-98523-73-4
- La bicicleta amarilla (Liana Editorial, 2019)[11]
- Dire il colore esatto (Luca Sossella Editore, 2019) – ISBN 978-88-32231-19-9
- Somiglianze di famiglia (Industria&Letteratura, 2021) – ISBN 978-88-944964-4-4
- Cartoline di città (Biblioteca Oplepiana n. 47, 2021)
- Scrivere sul margine (Interno Poesia, 2023) – ISBN 978-88-85583-95-5
- 41 variazioni su "Desiderio di diventare un indiano" di Franz Kafka (Industria&Letteratura, 2024) – ISBN 978-88-96212-41-9
- Quasi (peQuod, 2025) con illustrazioni di Sergio Ruzzier, – ISBN 978-88-6068-41-03

## Opere teatrali
- Nel 2013 ha collaborato alla stesura del testo teatrale di "Magazzino 18", musical-civile dedicato alla storia dell’esodo giuliano-dalmata.
- Nel 2014 ha partecipato come autore allo spettacolo "Marx Reloaded"[12].  per Internet Festival, con il collettivo Diecimila.me e Moni Ovadia.
- Nel 2015 ha collaborato alla stesura del testo di una piéce incentrata sulla "straordinaria vicenda di Davide Lazzaretti, detto il Cristo dell'Amiata o il profeta di Arcidosso", intitolata Il secondo figlio di Dio, scritta da Simone Cristicchi e da Manfredi Rutelli.[13]
- Nel 2015 ha scritto con Simone Cristicchi e Nicola Brunialti il monologo "Cristo si è fermato a Termini" (che ha debuttato a Taranto il 1 aprile 2015)
- "L’Ultimo Condannato", spettacolo di canzoni e parole, di Simone Cristicchi e Matteo Pelliti, dedicato al tema della pena di morte.
- Con Manfredi Rutelli ha ideato lo spettacolo teatrale "Tacabanda" (racconto musicale per voce recitante e banda di paese)[14].
- Del 2020 il monologo "Ho sognato Celestino" [15], scritto per e con Simone Cristicchi, andato in scena nella Basilica di Santa Maria di Collemaggio dell'Aquila il 19 maggio 2020.

## Saggi
- La musica di Wittgenstein (in "L’esperienza della musica", L'ospite ingrato - Nuova serie 4, cura di Marco Gatto e Luca Lenzini, Quodlibet, 2017)
- Una lettura di "Rinuncia" di Franz Kafka, su academia.edu.
- Note sulle radici ebraiche dell'umorismo in "Fools" di Neil Simon, su academia.edu.

## Opere in antologia
- Ultima spiaggia – ETS, 2004
- Caffè ristoro – ETS, 2006
- Pisanthology – Giulio Perrone Editore, 2007
- Sosteneva Tabucchi – Felici Editore, 2013
- Cotto e Narrato. A tavola con gli scrittori pisani – Felici Editore, 2013
- AZ – antologia di racconti illustrati, Tapirulan 2016
- Biancaneve e i settenari: Antologia di poesia giocosa – a cura di Stefano Bartezzaghi, Bompiani, 2022
- Un anno di poesia – a cura di a cura di Bernard Friot, Chiara Carminati, Hervé Tullet (ill.), Lapis, 2019[16]